# Mihajlo Miškiv
Mihajlo Miškiv (...) è un giocatore di football americano serbo, che gioca nel ruolo di linebacker per i Banat Bulls.